# Idhna
Idhna (àrab: إذنا, Iḏnā) és una ciutat palestina de la governació d'Hebron, a Cisjordània, situada a 13 quilòmetres a l'oest d'Hebron i un kilòmetre a l'est de la Línia Verda. Segons l'Oficina Central Palestina d'Estadístiques tenia 25.107 habitants el 2016.
Idhna està dividits físicament en parts del sud i el nord pel Wadi al-Feranj. La principal font d'ingressos d'Idhna és l'agricultura i la superfície total de la ciutat és de 21,526 dúnams (215 km²), dels quals 2.809 dúnams (28 km²) estan edificats. Idhna és governada per un consell municipal de tretze membres i sis departaments.

## Història
Idhna ha estat habitada des d'època cananea (Edat de bronze), evidenciat per les restes antigues trobades a la ciutat. La ciutat s'identifica amb la ciutat bíblica de Dannah, esmentada a Josuè 15:49. Hebreus, romans d'Orient i àrabs successivament controlaren la ciutat i s'hi ha trobat monedes, estàtues, tombes i ceràmica dels diferents governants de la ciutat al llarg de la seva història.

### Època otomana
Idhna fou incorporada a l'Imperi Otomà en 1517 junt amb la resta de Palestina, i en 1596 apareix als registres fiscals com a part de la nàhiya de Halil al liwà d'al-Quds. Tenia una població de 68 llars, totes musulmanes. Els habitants de la vila pagaven impostos sobre el blat, l'ordi, l'olivera, les vinyes, els arbres fruiters, les cabres i els ruscs.
Edward Robinson, qui va visitar Idhna en 1838, va registrar que les dues parts de la ciutat estaven dirigides per un xeic i els habitants de cada part seguien i recolzaven el seu respectiu xeic en baralles internes. Al costat d'Idhna hi ha les ruïnes del poble original que està totalment cobert per camps cultivables. S'hi van trobar tesserae (pedres de mosaic) de marbre.
L'explorador francès Victor Guérin va visitar Idna en juny de 1863. Va descriure un poble amb gairebé 500 habitants, dividit en dos districtes, cadascun governat per un xeic. Moltes cases, especialment un petit bordj, tenien subestructures de pedra que, a totes les seves aparences, es remuntaven a l'antiguitat.
Una llista de pobles otomans de l'any 1870 va mostrar que Idna tenia 22 cases i una població de 108, tot i que el recompte de població només incloïa homes.
En 1883, el Fons per a l'Exploració de Palestina va descriure Idhna en el seu Survey of Western Palestine com «un petit poble al vessant sud d'un turó […] dividit per una petita depressió en dos.» SWP també va trobar que prop de la ciutat hi havia diverses coves grans amb nínxols per a llums o calaveres.

### Mandat Britànic de Palestina
En el cens de Palestina de 1922, dut a terme per les autoritats del Mandat Britànic Idhna tenia 1.300 musulmans, que va augmentar en el Cens de Palestina de 1931 fins a 1.719 musulmans en 317 cases.
En el cens de 1945 la població d'Idna era de 2.190 musulmans, que posseïen 34,002 dúnams de terra segons un estudi oficial de terra i població. 528 dúnams eren plantacions i regadius, 14,481 per a cereals, mentre 153 dúnams eren sòl edificat.

### Període modern
Després de la Guerra araboisraeliana de 1948 i els acords d'armistici de 1949, Idhna va quedar sota un règim d'ocupació jordana. Des de la Guerra dels Sis Dies en 1967, Idhna ha romàs sota ocupació israeliana. La població del cens de 1967 realitzada per les autoritats israelianes era de 3.713 habitants.
El 25 d'abril de 2015, Mahmoud Abu Jheisha, de 20 anys, d'Idhna va ser assassinat a Hebron després d'haver estat acusat d'atacar diverses vegades a un soldat israelià.